# محمد علي أبطحي
محمد علي أبطحي (بالفارسية: محمدعلی ابطحی؛ ولد في 27 يناير، 1958) هو عالم دين إيراني، عالم وشيخ، ناشط ديمقراطي ومؤيد للديمقراطية ونشاطاتها ورئيس مجلس الإدارة لحوار الأديان، شَغل مَنصب نائب رئيس الجمهورية الإيراني السابق محمد خاتمي، وعضو في المجلس المركزي لرابطة رجال الدين المقاتلين، الرابطة التي يَنتمي إليها محمد خاتمي أيضاً ومهدي كروبي (رئيس مجلس النواب السابق).

## حياته الشخصية
ولد محمد علي أبطحي في مشهد، وهو متزوج من امرأة تُدعى فهيمة، ولديه ثلاث بنات، واسمائهن فائزة، فاطمة، وفريدة.

## وصلات خارجية
- مدونة أبطحي الإنجليزية
- مدونة أبطحي الفارسية
- مقابلة حصرية مع محمد أبطحي(مايو 10، 2009)
- "محمد علي أبطحي وحصة مجتمع رجل الدين من الإنترنت بواسطة مسعود بهنود .
- مقابلة مع أبطحي
- محمد علي أبطحي: العمل ضد إساءة استخدام الدين من قبل السياسة